# Gastrolobium velutinum
Gastrolobium velutinum är en ärtväxtart som beskrevs av John Lindley och Joseph Paxton. Gastrolobium velutinum ingår i släktet Gastrolobium och familjen ärtväxter. Inga underarter finns listade i Catalogue of Life.